# Anguilloides tubifer
Anguilloides tubifer är en rundmaskart. Anguilloides tubifer ingår i släktet Anguilloides och familjen Leptolaimidae. Inga underarter finns listade i Catalogue of Life.